# Denjhi
Denjhi är en ort i Mexiko, tillhörande kommunen Jilotepec i den västra delen av delstaten Mexiko. Orten hade 1 238 invånare vid folkräkningen 2010.